# داستان‌های زندگی سیمز
داستان زندگی سیمز (به انگلیسی: The Sims Life Stories) یک بازی ویدئویی منتشر شده توسط شرکت ای‌ای گیمز است. این بازی در تاریخ ۶ فوریه ۲۰۰۷ عرضه شده و سازنده آن ای‌ای گیمز است.

## گیم‌پلی
بازی Life Stories از همان سیستم و روش‌های بازی The Sims 2 استفاده می‌کند. در کنار حالت بازی آزاد که در The Sims 2 وجود داشت، این نسخه شامل دو سناریوی از پیش تعیین شده است. در هر سناریو، بازیکن کنترل یکی از دو شخصیت اصلی را به عهده گرفته و باید اهداف مختلفی را در زندگی آن شخصیت محقق کند.
بازی به میزان زیادی از رویدادهای از پیش نوشته شده استفاده می‌کند تا موقعیت‌های دراماتیک و اتفاقات خاصی را خلق کند. سه محله مختلف برای بازی وجود دارد: یکی برای هر یک از دو داستان اصلی، و یک محله جداگانه برای بازی آزاد.
چندین آیتم از بسته‌های مختلف The Sims 2 در این بازی گنجانده شده‌اند، مانند سالن بولینگ از The Sims 2: Nightlife و میز بیلیارد از The Sims 2: University. این ویژگی‌ها به بازیکنان امکان می‌دهد هم از محتوای جدید لذت ببرند و هم از آیتم‌های مورد علاقه خود از نسخه‌های قبلی استفاده کنند.
بازی با حفظ مکانیک‌های اصلی سری The Sims، تجربه‌ای متفاوت با تمرکز بیشتر بر روایت داستانی ارائه می‌دهد. هر داستان چالش‌ها و اهداف خاص خود را دارد که بازیکن باید آنها را مدیریت کند، در حالی که همچنان از آزادی عمل در کنترل زندگی شخصیت‌ها برخوردار است.